# ФК Збројовка Брно
ФЦ Збројовка Брно је чешки фудбалски клуб из Брна, Моравска, Чешка Република.
Клуб наступа у Првој лиги Чешке. Своје утакмице игра на „Градском фудбалском стадиону Брно - Српска улица“. Наступа у црвеним дресовима, белим шорцевима и црвеним чарапама (црвено и бело су традиционалне боје Брна). 

## Историја имена
- Ахилес Брно, ДСК Олимпија Брно (1913-1919)
- СК Жидењице (1919-1947)
- Сокол Збројовка Жидењице (1947-1948)
- ЗСЈ Збројовка Жидењице (1949-1952)
- ДСО Спартак Збројовка Брно (1953)
- ТЈ Спартак Брно ЗЈШ (1954-1968)
- ТЈ / ФЦ Збројовка Брно (1968-1992)
- ФЦ Боби Брно Унистав (1992-2000)
- ФЦ Ставо Артикел Брно (2000-2002)
- 1. ФЦ Брно (2002-2010)
- ФЦ Збројовка Брно (од 2010)

Године 1962. дошло је до спајања клубова РХ Брно и Спартак Брно ЗЈШ.